# ジャン2世・ド・ベリー
ジャン2世・ド・ベリー（Jean II de Berry）またはジャン・ド・ヴァロワ（Jean de Valois, 1363年 - 1401年）は、フランスの貴族。ベリー公ジャン1世と最初の妃ジャンヌ・ダルマニャック（アルマニャック伯ジャン1世の娘でベルナール7世の叔母に当たる）の次男。ボンヌ・ド・ベリー、マリー・ド・ベリーの兄。モンパンシエ伯。

## 生涯
1386年にフランス王シャルル5世の娘で従妹に当たるカトリーヌ・ド・ヴァロワと結婚したが、1388年に死別した。次いで1390年にブルボン家傍系（ただしブルボン朝の祖アンリ4世の直接の先祖にあたる）のラ・マルシュ伯ジャン1世の娘アンヌ・ド・ブルボン＝ラ・マルシュと再婚した。
1401年に父に先立って死去し、子供を残さなかった。モンパンシエ伯位は父を経て、その死後は末妹マリーに相続され、マリーの3度目の嫁ぎ先であるブルボン家に継承された。